# Erica brevifolia
Erica brevifolia är en ljungväxtart som beskrevs av Soland. och Richard Anthony Salisbury. Erica brevifolia ingår i släktet klockljungssläktet, och familjen ljungväxter. Inga underarter finns listade i Catalogue of Life.